# Course en ligne masculine des juniors aux championnats du monde de cyclisme sur route 2000
Navigation
1999 2001
La course en ligne masculine des juniors championnats du monde de cyclisme sur route 2000 a lieu le 11 octobre 2000 autour de Plouay, en France. Elle est remportée par le Néo-Zélandais Jeremy Yates.

## Classement
|                           | Coureur | Pays  |    | Temps   |
| ------------------------- | ------- | ----- | -- | ------- |
| Médaille d'or, monde      | [[]]    | {{}}  | en | h min s |
| Médaille d'argent, monde  | [[]]    | {{ }} | +  | s       |
| Médaille de bronze, monde | [[]]    | {{ }} | +  | s       |